# Westfalia Kamen
Westfalia Kamen (offiziell: Turn- und Spielverein Westfalia Kamen 95 e.V.) war ein Sportverein aus Kamen im Kreis Unna. Die erste Fußballmannschaft spielte ein Jahr in der höchsten westfälischen Amateurliga.

## Geschichte
Der Verein wurde im Jahre 1895 gegründet. Die Fußballer schafften im Jahre 1953 den Aufstieg in die Landesliga Westfalen, seinerzeit die höchste Amateurliga. Als abgeschlagener Tabellenletzter der Saison 1953/54 folgte der direkte Wiederabstieg. Tiefpunkt war eine 0:9-Niederlage beim Hombrucher FV 09. Nach einer Vizemeisterschaft hinter Schwarz-Gelb Unna in der folgenden Saison 1954/55 gelang ein Jahr später die Rückkehr in die Landesliga. Diese war nach der zeitgleichen Einführung der Verbandsliga nur noch viertklassig. Im Jahre 1958 stieg die Westfalia erneut aus der Landesliga ab. Dieses Mal gelang der direkte Wiederaufstieg in der Saison 1958/59. Der Klassenerhalt in der Landesligasaison 1959/60 wurde nur knapp verfehlt, da ein Punkt gegenüber dem SuS Oberaden fehlte. Nach einer Vizemeisterschaft in der Saison 1963/64 hinter Teutonia Lippstadt beendeten die Kamener die Saison 1964/65 punktgleich mit Preußen Werl und dem TuS Wickede/Ruhr. Die Westfalia spielte zweimal 1:1, jedoch schlug Werl Wickede mit 3:1 und stieg auf. Bis zur Fusion im Jahre 1972 blieben die Kamener in der Bezirksklasse.

## Erfolge
- Aufstieg in die Landesliga Westfalen: 1953, 1956, 1959

## Nachfolgeverein Kamener SC
Im Jahre 1972 fusionierte die Westfalia mit den Vereinen Rasensport Kamen und Morgenrot Kamen zum Kamener SC. Mit Harry Ellbracht brachte Rasensport Kamen einen späteren Profi hervor. Die ehemaligen Handballer der Westfalia spalteten sich im Jahre 1980 zunächst als TuS Kamen ab und nennen sich seit 1988 TuS Westfalia Kamen.
Die Fußballer des KSC stiegen gleich in der ersten Saison nach der Fusion in die Landesliga auf. Abstiege in den Jahren 1975 und 1977 brachten den Verein in die Kreisliga A. Zwischen 1982 und 1986 spielte der Kamener SC nochmal in der Bezirksliga, ehe die Mannschaft fortan zwischen Kreisliga A und B pendelte. Im Jahre 2018 gelang der Aufstieg in die Kreisliga A. Dort wurde der KSC vier Jahre später Meister der Staffel 2, unterlag aber im Endspiel um die Kreismeisterschaft dem VfL Kamen mit 0:5. In den Entscheidungsspielen um den Aufstieg gegen den Bielefelder Vizemeister SC Halle unterlagen die Kamener mit 2:3 und 0:5 und verpassten den Aufstieg. 2023 wurde der Kamener SC Vizemeister hinter dem FC TuRa Bergkamen, bevor sich die Mannschaft ein Jahr später die Staffelmeisterschaft sicherte. Zwar verloren die Kamener die Kreismeisterschaft gegen den SV Fortuna Herringen, konnte sich dann aber in den Aufstiegsspielen gegen Rot-Weiß Barop durchsetzen.